# もんぺ

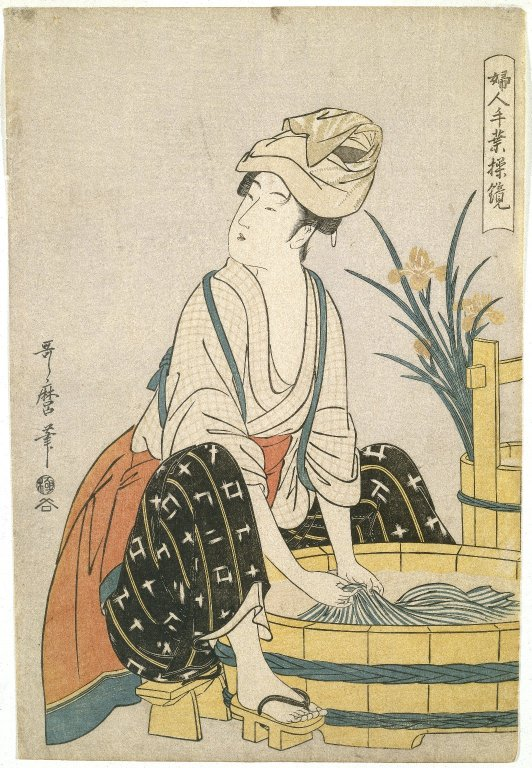
喜多川歌麿による洗濯作業をする女性の浮世絵（18c 婦人手業操鏡 - 洗濯、ブルックリン美術館）

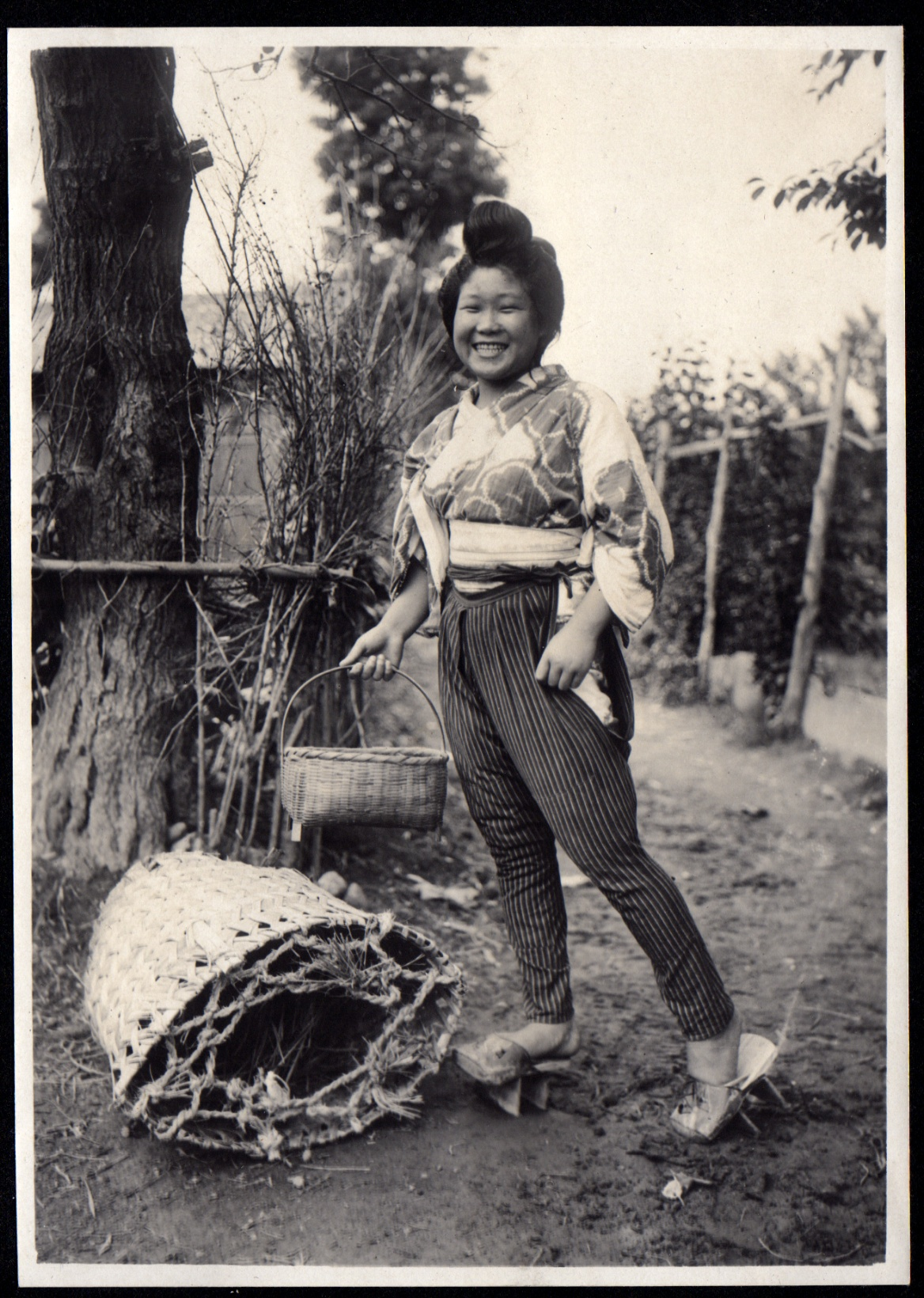
もんぺ姿の農婦。1915年

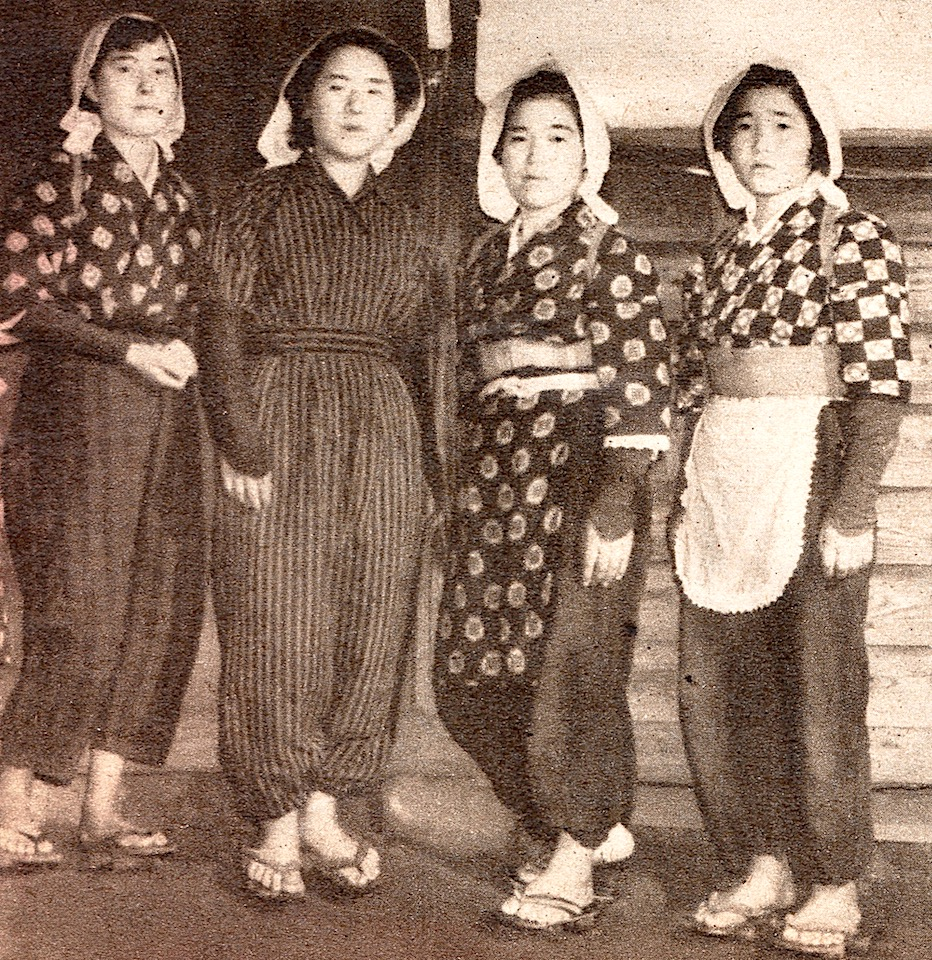
1952年、茨城県の農婦たち

もんぺとは、和服における袴の形状をした作業着の一種、またはそれを改良した作業用ボトムス（下半身を纏う為の衣服）を指す。一般的に女性用衣類で名称は地方により、山袴（やまばかま）、雪袴、裁着（たっつけ ）、軽衫（かるさん）、裾細（すそぼそ）など多様に呼称がある。季語は夏。

## 衣類特徴
形状と用途
形状は左右1対の前布と後布から成り、四幅織物で仕立てる袴で、襠があるのが特色となっている。腰回りがゆったりとしており、上に着用した着物の裾をズボンの中に入れるようにした袴である。大方は腰板は付けず、袴をはく際には上部にある紐で結んで腰回りを調整して着装する。裾は両脚に分れ労働に適した構造から、農山村地帯の農耕、その他の労働に際して着用する仕事着、あるいは日常生活の家着として用いる。東北地方、日本海側地方、中部地方などの寒冷地では防寒着を兼ねて幅広く使用した。
素材と様式
素材は木綿、絹、梳毛糸や紡毛糸による綾織物の反物や、工業が発達した近代以降は化学繊維や合成繊維などでも仕立てた。無地の他に、絣や縞模様など柄物もある。用途ごとに裾や膝下を細くする、絞る、括るなど作業着であることから複数の様式がある。
地域
農山村地帯では男女共に着用したが、男性の作業着は股引や猿袴（サルッパカマ）があり、主に女性が労働する際に使用する袴を指した。洋服の普及以前は、農山村では、欠くことのできない仕事着であった。1960年代に洋服が日常着として一般化して以降は、ズボンや一層活動的な類似した作業着に切り替わってきている。都市にあっては特殊な仕事に従事する職人などが使用した。
語源
語源については不明、明治時代から昭和前期の風俗史家である宮本勢助は「山袴の話」(1937年)において、山形または米沢の人物、または紋平などという人物が始めたなどの珍説があるものの、通俗語源説の域をでないと有力視はされていない。もんぺという言葉自体は、山袴、裁着、軽衫などよりも新しい呼称としている。

## 太平洋戦争中の普及

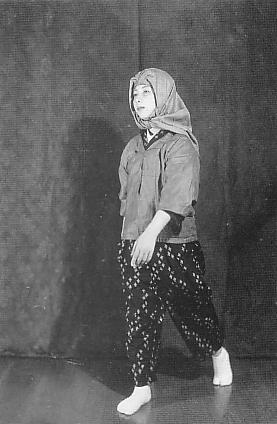
1937年、軽衫のようなもんぺ

太平洋戦争中に、厚生省によって「モンペ普及運動」として奨励された。戦局悪化に伴い空襲時の防空用に女性の着用が義務付けられ、昭和17年(1942年)婦人標準服として腰丈の着物と共に半ば強制された（その前から男性には国民服が制定されていた）。白木屋の火事と並び、もんぺ着用もズロースを普及させたと言われている。もんぺは現在でも動きやすい作業衣装として販売されている。
国家に半ば強制された歴史もあり、もんぺは劣悪な国民の戦時生活の代名詞として用いられることもある。歌手の淡谷のり子は、戦地で慰問演奏の際に「もんぺなんかはいて歌っても誰も喜ばない」「化粧やドレスは贅沢ではなく歌手にとっての戦闘服」と、もんぺを穿かずステージ衣装で出演し、当局から睨まれる一因となった。また漂泊の俳人、種田山頭火にも「もんぺ部隊」と題して国防婦人会を詠んだ作品がある。
第二次世界大戦後も物資不足の中、もんぺの使用は続けられたが、1947年（昭和22年）、もんぺをスカートや洋服などに仕立て直す「更生服」が盛んに作られるようになった。また、洋服も行き届くようになり、都市部から次第にもんぺは姿を消していった。

## 朝鮮半島
日本に支配されていた朝鮮でも着用が奨励されたため、日本の敗戦後には、日本支配の象徴の一つとみなされ、もんぺを履いていた日本人女性がこれを引き裂かれる事件が度々起こった。しかし一方で、1950年代には、警察を始めとする官庁などが、国民にもんぺの着用を奨励する事もあった。現代の韓国では、一部の女性が、もんぺをレトロなファッションとして好んで身に付けることもある。